# Горшков, Михаил (нацистский преступник)
Михаил Горшков (Mihhail Gorškov или Mikhail Gorshkow; 1923—2013) — нацистский преступник русского происхождения, обвиняемый в соучастии в массовых убийствах евреев в Слуцке.
Родился в 1923 году в Эстонской Республике. По версии обвинения, Михаил Горшков служил переводчиком в гестапо на территории Белорусской ССР, где был соучастником в массовых убийствах евреев в Слуцком гетто. После войны эмигрировал из Европы в США, где в 1963 году натурализовался и получил американское гражданство. Был обвинен Министерством юстиции США и лишен американского гражданства за представленные ложной информации о своем участии во Второй мировой войне.
В 2002 году вернулся в Эстонию, где генеральный прокурор Эстонии Юри Пихл открыл дело об участии Михаила Горшкова в массовых убийствах евреев в Слуцке. В октябре 2011 года расследование было закрыто по причине неубедительных доказательств. По данным Управления генерального прокурора Эстонии, существует возможность того, что несколько человек с фамилией Горшков сотрудничали с нацистами.
Умер в 2013 году в Эстонии.
Центр Симона Визенталя поместил Михаила Горшкова на девятое место в списке самых разыскиваемых нацистских преступников.